# Canarium pseudodecumanum
Canarium pseudodecumanum es una especie de árbol perteneceiente a la familia Burseraceae. se encuentra en Indonesia, Malasia, y Tailandia. 
Es un gran árbol raro que se encuentra disperso en el bosque primario en  terreno ondulado pantanoso hasta una altitud de 280 metros.

## Taxomanía
Canarium pseudodecumanum fue descrita por el botánico y emninente taxónomo vegetal suizo; Bénédict Pierre Georges Hochreutiner y publicado en Plantae bogoriensis exsiccatae 61, en el año 1904.